# GTS Grube Teutschenthal
Die GTS Grube Teutschenthal (Betreiber: Grube Teutschenthal Sicherungs-GmbH), ehemals Kaliwerk Krügershall, ist ein ehemaliges Kalibergwerk, das heute zum Versatz mit bergbaufremden Materialien genutzt wird. Es liegt unmittelbar nördlich des Bahnhofs Teutschenthal. Das Grubenfeld erstreckt sich bogensegmentförmig ca. 6,5 km lang in nordwestlich-südöstlicher Richtung. Die Schachtanlage ist seit 1925 im Niveau der 713-m-Sohle durchschlägig mit dem nördlich von ihr gelegenen Grubenfeld des Kaliwerkes Gewerkschaft Salzmünde und dem sich östlich angrenzenden Grubenfeld Angersdorf (früher waren es zwei selbstständige Kaliwerke: Gewerkschaft Salzmünde sowie Hallesche Kaliwerke A.-G.) verbunden. Der Einwirkungsbereich der miteinander verbundenen Grubenfelder auf die Erdoberfläche beträgt bei einem angenommenen Grenzwinkel von 55° ca. 10 × 2,5 km und reicht vom Westrand der Ortslage Angersdorf bis zum Südrand von Langenbogen einschließlich der Gemeinden Langenbogen und Teutschenthal.
Die Firmennamen änderten sich oft. So hieß das Werk anfangs Kaliwerk Krügershall AG. Ab 1929 Burbach-Kaliwerke A.G., Magdeburg, Werk Krügershall, Bhf. Teutschenthal. Nach dem Zweiten Weltkrieg wurde das Werk gemäß Befehl Nr. 124 der Sowjetischen Militäradministration in Deutschland ein SAG-Betrieb (Werk Krügershall). Ab 1952 dann VEB Kali- und Steinsalzbetrieb Deutschland (zugehörig der Hauptverwaltung „Kali“ beim Ministerium für Berg- und Hüttenwesen). Schließlich 1970 VEB Kombinat Kali, VEB Kali- und Steinsalzbetrieb „Saale“, Werk Teutschenthal und ab 1988 VEB Kalibetrieb „Ernst Schneller“ Zielitz, Werk Teutschenthal. Ab 1. Juni 1990 wurde die Treuhandanstalt Berlin alleiniger Gesellschafter der KALIMAG GmbH, Bahnhof Teutschenthal, Straße der Einheit 8.
Mit dem Wirken dieser Gesellschaft bis zum 11. Mai 1992 endeten die bergbaulichen Arbeiten auf Krügershall/Teutschenthal. Seit 12. Mai 1992 erfolgen Versatzarbeiten der Gesellschaft GTS Grube Teutschenthal Sicherungs-GmbH, einer Tochtergesellschaft der bayerischen Geiger Unternehmensgruppe.

## Such- und Erkundungsarbeiten / geologische und hydrogeologische Lagerstättenbedingungen

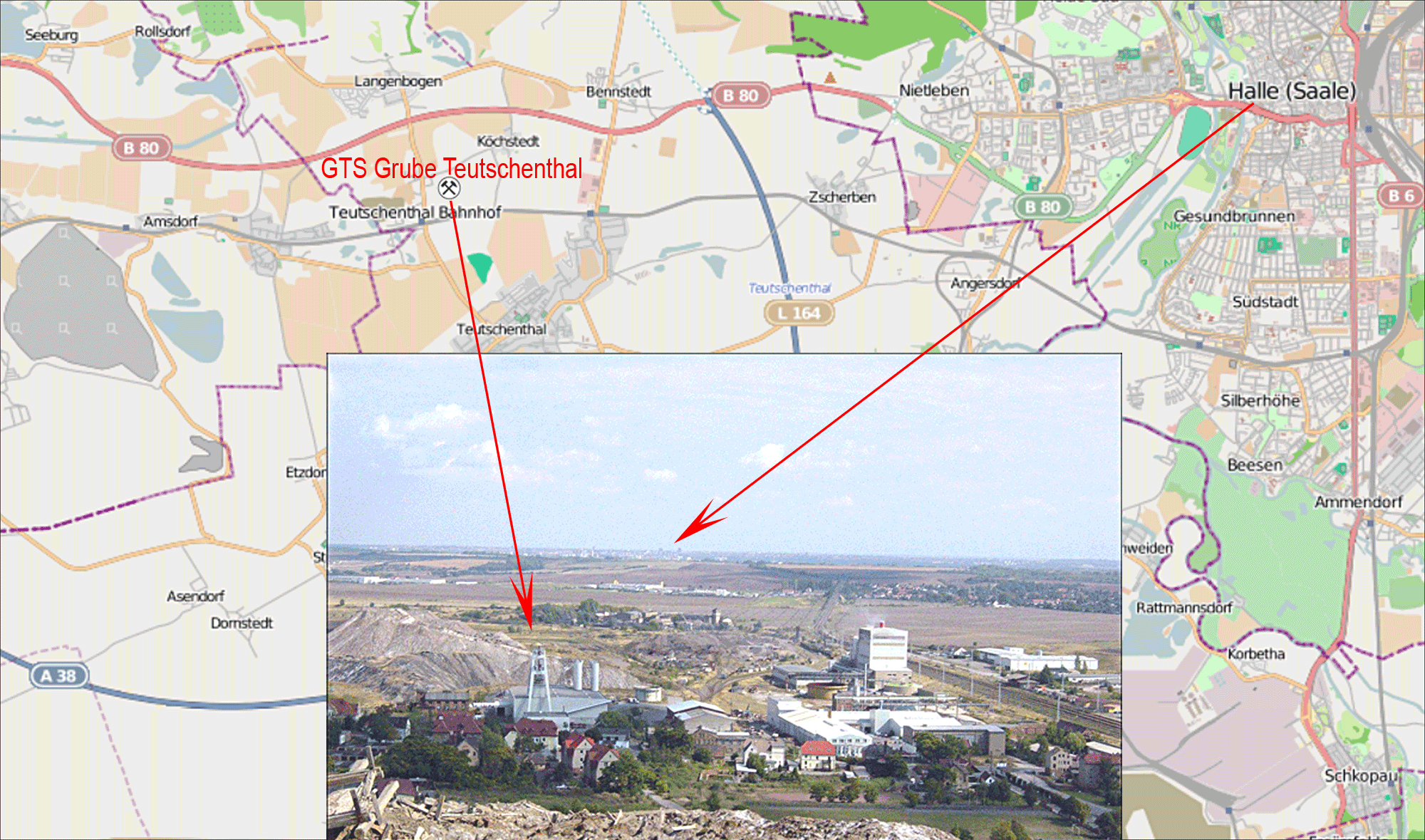
Lage des einstigen Kaliwerkes Krügershall; heute Versatzbergwerk Teutschenthal

Die geschichtliche Entwicklung der Kaliindustrie in Deutschland sowie die detaillierten geologischen und hydrogeologischen Verhältnisse im Teutschenthaler Raum sind ausführlich im Artikel zum Kaliwerk Gewerkschaft Salzmünde abgehandelt.
Die Schachtanlage Krügershall/Teutschenthal sowie die mit dieser untertägig verbundenen Grubenfelder Salzmünde und Angersdorf (ehem. Gewerkschaft Saale und Hallesche Kaliwerke A.-G.) befinden sich auf der NO-Flanke des von Eisleben nach Delitz am Berge streichenden Teutschenthaler Sattels. Westlich von Wansleben ist wegen des Anstiegs der Sattelachse der Sattelkopf abgelaugt. Das Kalilager fällt ungestört mit 7–8 Grad ein. Eine Verflachung in Richtung des Sattelkopfes ist festzustellen. Die einzigen größeren tektonischen Störungen stellen die nördliche und die südliche Salzke-Depression mit dem Salzke-Breitsattel dar, welche mit der Verbindungsstrecke zwischen den Grubenfeldern Krügershall/Teutschenthal und Salzmünde angefahren wurden.
Die Ausbildung des Zechsteins entspricht dem Staßfurter Normalprofil. Es sind die Zechsteinfolgen 1 bis 4 (Z1 bis Z4) vorhanden. Abgebaut wurde überwiegend geschichteter Carnallitit des Z2 (mit einer Mächtigkeit bis zu 40 m) von der 5. Unstrutbank bis oberhalb der Spätbank. Der K2O -Gehalt schwankte zwischen 6 und 10 %. Das gewonnene Staßfurt-Steinsalz hatte einen NaCl-Gehalt von 82 bis 94 %. Mineralogische Besonderheiten waren das Vorkommen von Tachyhydrit und Staßfurtit-Knollen.
Die Internationale Bohrgesellschaft zu Erkelenz von Anton Raky begann im Jahre 1902 mehrere Tiefbohrungen abzuteufen. Etwa 70 m westlich des späteren Schachtes Krügershall/Teutschenthal lag die Erkundungsbohrung „Teutschenthal I“. Sie traf in 450,8 m Teufe auf Steinsalz und bei 634,7 m Teufe auf ein 55,3 m mächtiges Kalilager. In der Folge wurden bis 1905 weitere neun Bohrungen niedergebracht. U.a. erreichte Bohrung „Langenbogen I“ in 551,4 m das Steinsalz und im Teufenabschnitt 721,4–765,9 m Kalisalz. Hingegen fanden die Tiefbohrungen „Langenbogen II“ und „III“ nur Steinsalz (ab Teufen 589,0 m bzw. 572,9 m). Auf die Funde in diesen Bohrungen wurden seitens der Bohrgesellschaft Mutungen eingelegt und die bergamtliche Verleihung des „Rechts auf Abbau des Steinsalzes und beibrechender Salze“.
Die Hydrogeologie im Bereich des Schachtes Teutschenthal ist durch die wasserführenden Schichten des Mittleren Buntsandsteins (Hauptwasserleiter sind dessen mächtige und gut permeable Sandsteinbänke) gekennzeichnet. Im Unteren Buntsandstein (bis 300 m mächtig, überwiegend tonig/schluffiger Fazies) sind lokal vorhandene Rogensteinbänke wasserführend.

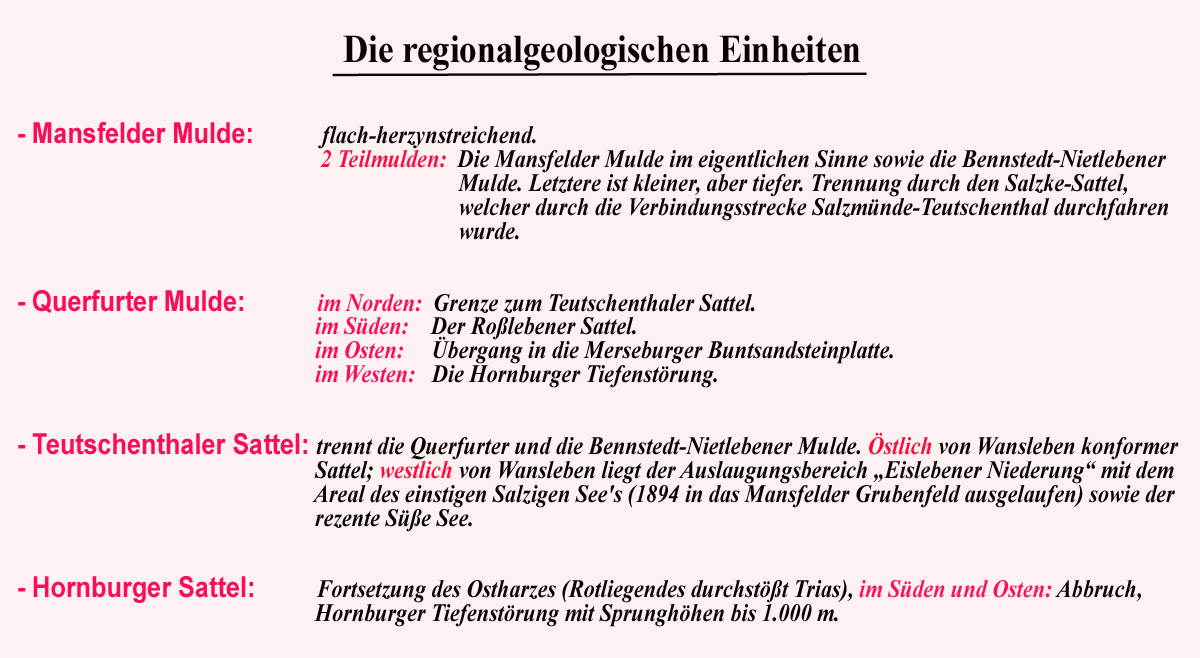
Ausgewählte regionalgeologische Einheiten Sachsen-Anhalts
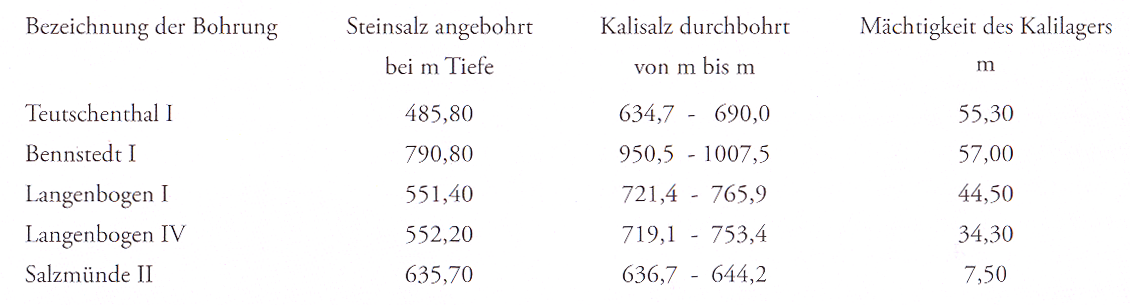
Ergebnisse von fünf Erkundungsbohrungen im Raum Teutschenthal
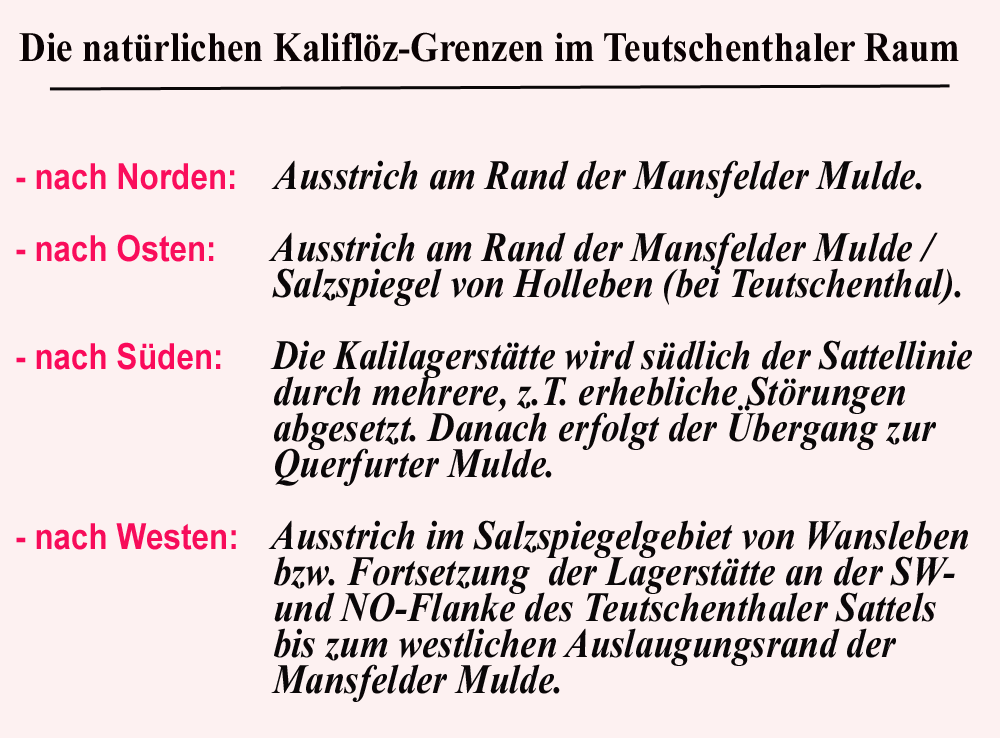
Die Grenzen der Kaliflözverbreitung im Teutschenthaler Raum
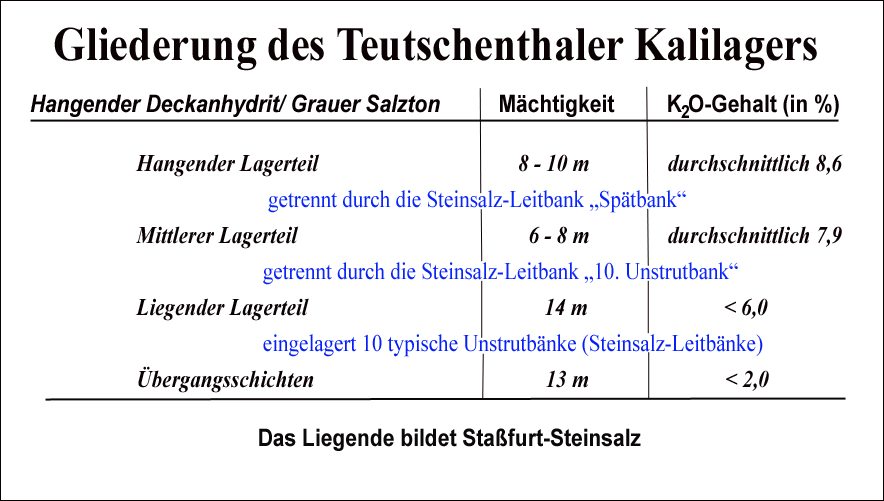
Gliederung des Teutschenthaler Kalilagers

## Die Unternehmensentwicklung von 1905 bis 1992

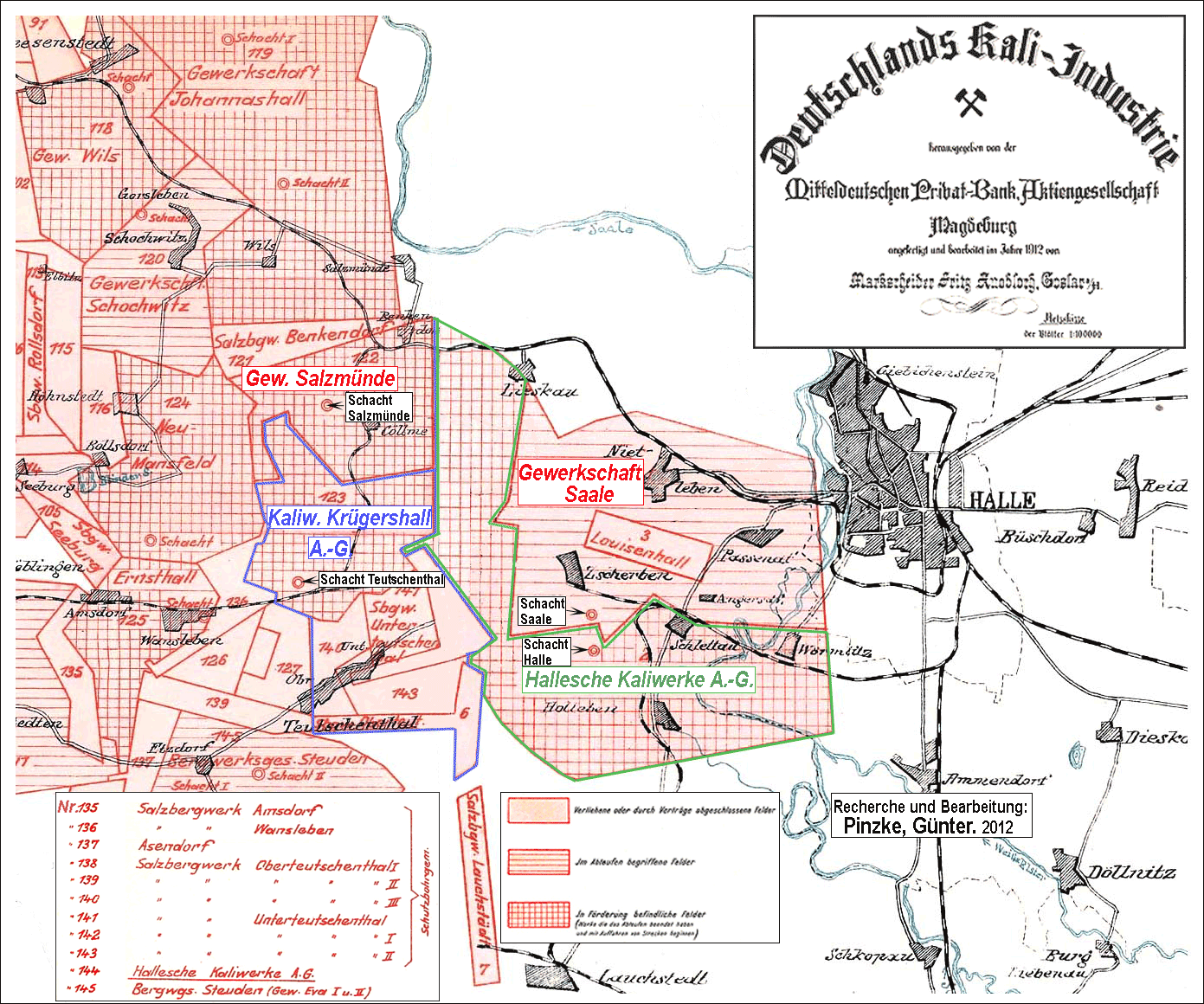
Lage der Gerechtsame
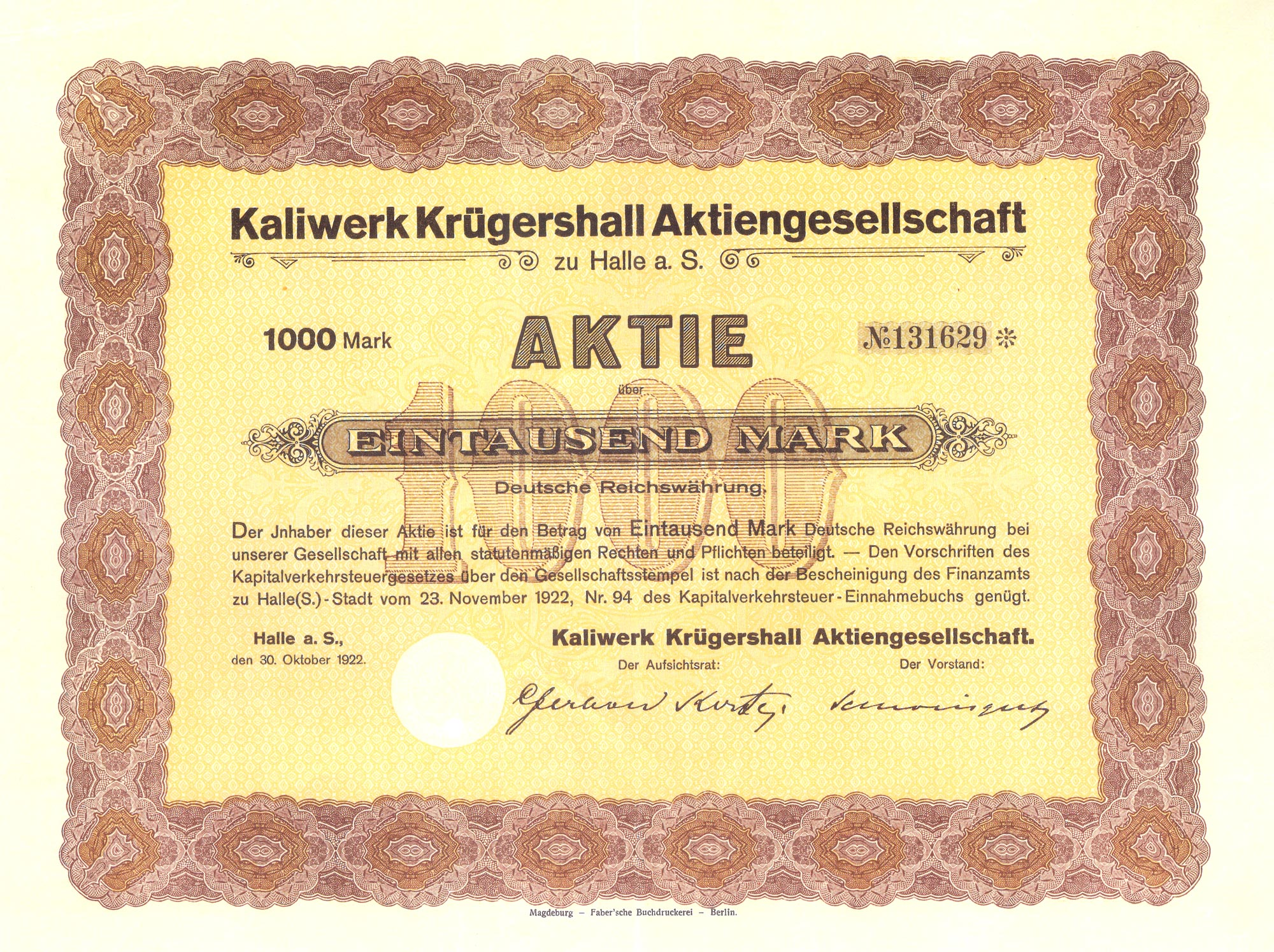
Aktie der Kaliwerke Krügershall AG
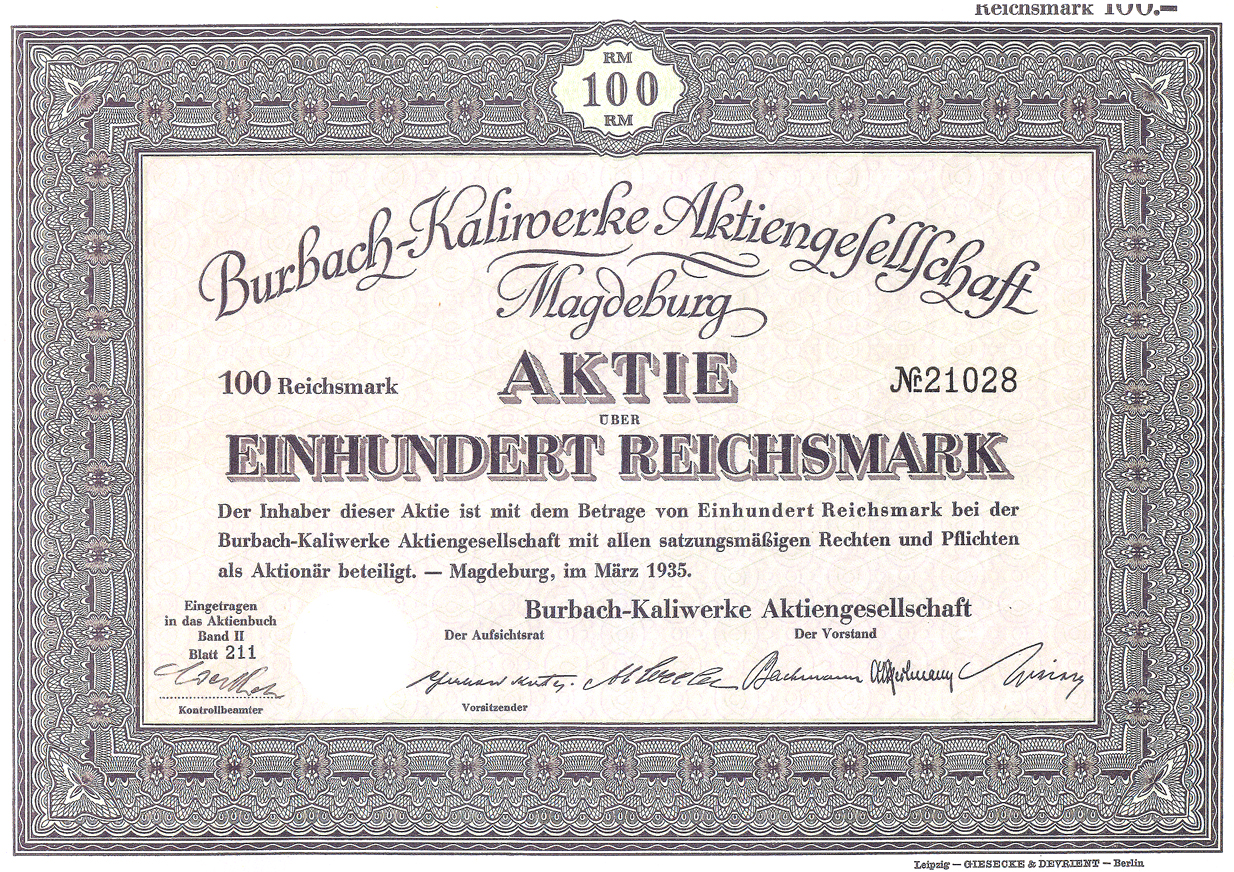
Aktie der Burbach-Kaliwerke AG

Unternehmensgründung
Durch Abtretungsvertrag vom 27. März 1905 erwarben die Herren Friedrich H. Krüger (Halberstadt) und Siegfried Weinstock (Halle a. d. Saale) die Rechte auf die von der Internationalen Bohrgesellschaft (A. Schaaffhausen’scher Bankverein) eingelegten Mutungen sowie auf das gesamte Interessengebiet (10 Preussische Normalfelder in den Gemarkungen Teutschenthal und Langenbogen gelegen). Diese Gerechtsame wurde Gegenstand des künftigen Bergwerkunternehmens.
Gegründet wurde am 29. März 1905 das Unternehmen durch die Kaufleute Krüger, Krumbiegel und Grau sowie Bankier Weinstock und Dr. med. Friedmann als Kaliwerk Krügershall Aktiengesellschaft, eingetragen ins Handelsregister am 19. Juni 1905. Der Name Krügershall wurde zu Ehren des Gründers und ersten Vorsitzenden des Aufsichtsrates der Aktiengesellschaft gewählt.
Im Jahre 1912 erwarb die Gewerkschaft Burbach die Mehrheit der Krügershall-Aktien und stellte mit Gerhard Korte den neuen Aufsichtsratsvorsitzenden.
Den auf den 12. Dezember 1928 einberufenen General- bzw. Gewerkenversammlungen der Aktiengesellschaften Krügershall, Wittekind, Niedersachsen und Heldburg, sowie der Gewerkschaften Walbeck, Salzmünde, Günthershall, Schwarzburg, Hildasglück, Carlshall, Volkenroda, Wilhelmshall-Ölsburg, Siegried-Giesen, Fürstenhall, Rössing-Barnten, Königshall und Hindenburg, Asse, Friedrichroda, Oberhof, Reinhardsbrunn, Frisch-Glück, Desdemona, Bernsdorf, Rastenberg und Riedel wurde die Vereinigung in eine Aktiengesellschaft vorgeschlagen. Als Träger der Majorität der Gesellschaft und damit als Spitzenwerk diente die Gewerkschaft Burbach. Der Firmenname wurde in Burbach-Kaliwerke Aktiengesellschaft geändert. Ihr Sitz wurde nach Magdeburg verlegt. Die Gewerkschaft Burbach selbst sowie die Gewerkschaften Beienrode, Baden und Markgräfler wurden von der Transaktion ausgenommen.
Gerechtsame
Von den ursprünglich 10 Preußischen Normalfeldern wurden 5 an die Gewerkschaft Salzmünde abgegeben. Es verblieben in den Gemarkungen Wansleben, Langenbogen, Bennstedt, Eisdorf, Köchstedt, Unter-Teutschenthal, Cöllme und Müllerdorf 10.788.471 m2 (verliehen vom ehemaligen Oberbergamt Halle auf Steinsalz und beibrechende Salze). Am 15. Februar 1908 trat das Werk dem Kaliverkaufssyndikat bei.
Die Unternehmensentwicklung nach dem Zweiten Weltkrieg
Am 3. Mai 1945 nahm das Kaliwerk Krügershall / Teutschenthal die seit April d. J. kriegsbedingt unterbrochene Rohsalzförderung und den Fabrikbetrieb wieder auf. Mit Befehl des Obersten Chefs der Sowjetischen Militärverwaltung und Oberbefehlshabers der Gruppe der sowjetischen Besatzungstruppen in Deutschland vom 30. Oktober 1945, Befehl Nr. 124, „Über die Beschlagnahme und provisorische Übernahme einiger Eigentumskategorien in Deutschland“, ging auch das Kaliwerk Krügershall in sowjetische Verwaltung über und verlor seine Zugehörigkeit zum Burbach-Konzern.
Am 1. August 1946 wurde die Sowjetische Aktiengesellschaft (SAG) für Kalidünger gegründet und übernahm auch das Kaliwerk Krügershall. Ab dem 1. Oktober 1946 firmiert das Werk als Kaliwerk Krügershall im Verbund Industriewerke der Provinz Sachsen-Anhalt. Erst am 3. April 1947 wurde es als Landeseigentum an die Industriewerke Sachsen-Anhalt, Industriegruppe Bergbau zurückgegeben. Ab dem 1. Juli 1948 gehörte das Kaliwerk Teutschenthal (der Name Krügershall gehörte nun der Geschichte an) als Volkseigentum der Vereinigung Volkseigener Betriebe (VVB) Kali und Salze in Halle an. In dieser Eigentumsform – jedoch mit wechselnden Namen – verblieb das Werk bis zur politischen Wende im Jahr 1990.
Am 1. Juni 1990 wurde das Kaliwerk Teutschenthal unter der Firmenbezeichnung KALIMAG GmbH, Bahnhof Teutschenthal, Straße der Einheit 8 eigenständige Kapitalgesellschaft. Alleiniger Gesellschafter war die Treuhandanstalt Berlin. Schließlich übernahm am 1. Juni 1992 die Grube Teutschenthal Sicherungsgesellschaft mbH GTS das Werk Teutschenthal samt den angrenzenden Grubenfeldern Salzmünde und Angersdorf.

## Der Schachtbau
Höhe Rasenhängebank: + 110,0 m NN; Durchmesser: 5,25 m; Teufe: 733 m.

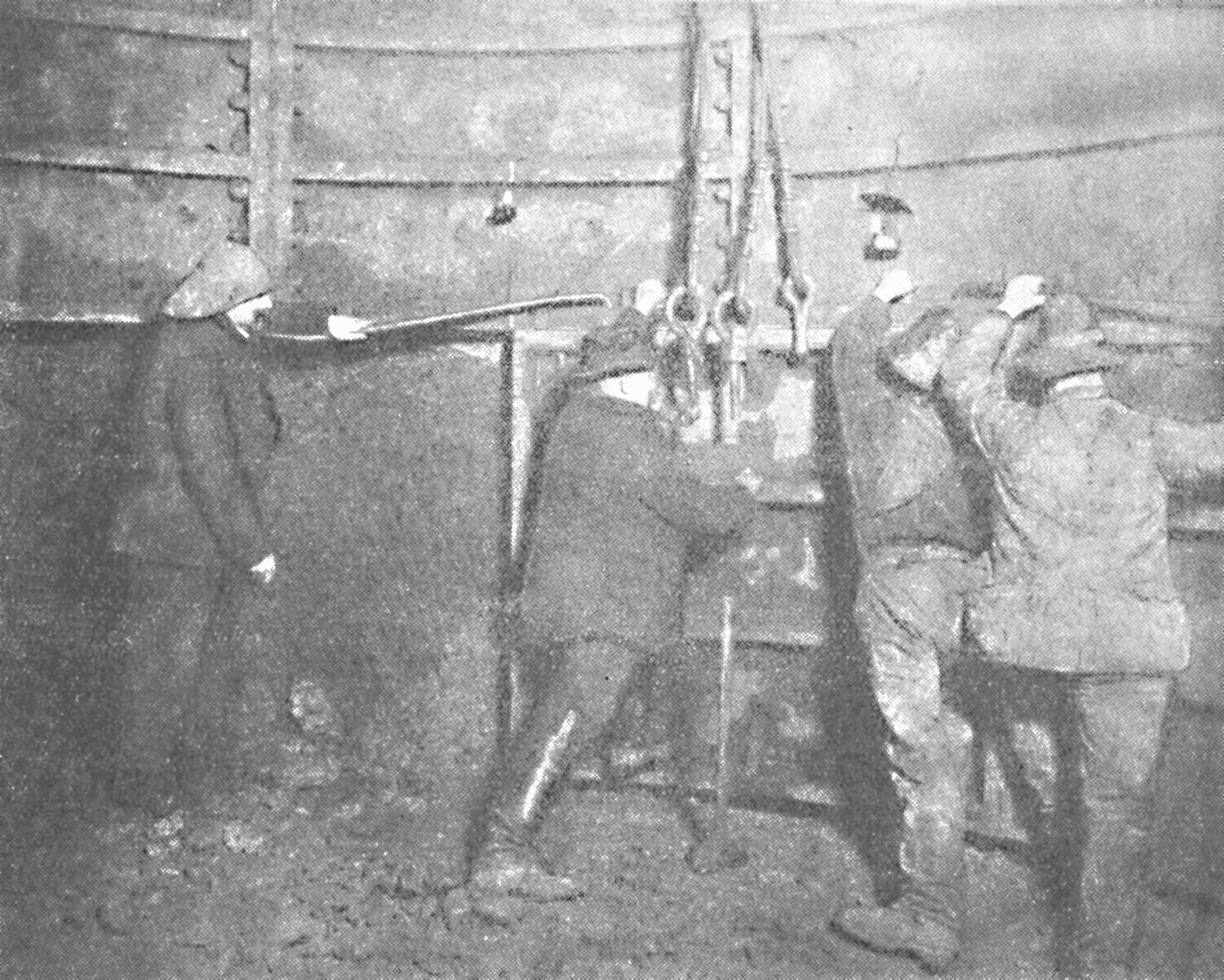
Einbau eines Tübbingsegmentes im Abteufschacht Krügershall (sog. „Unterhängen“)

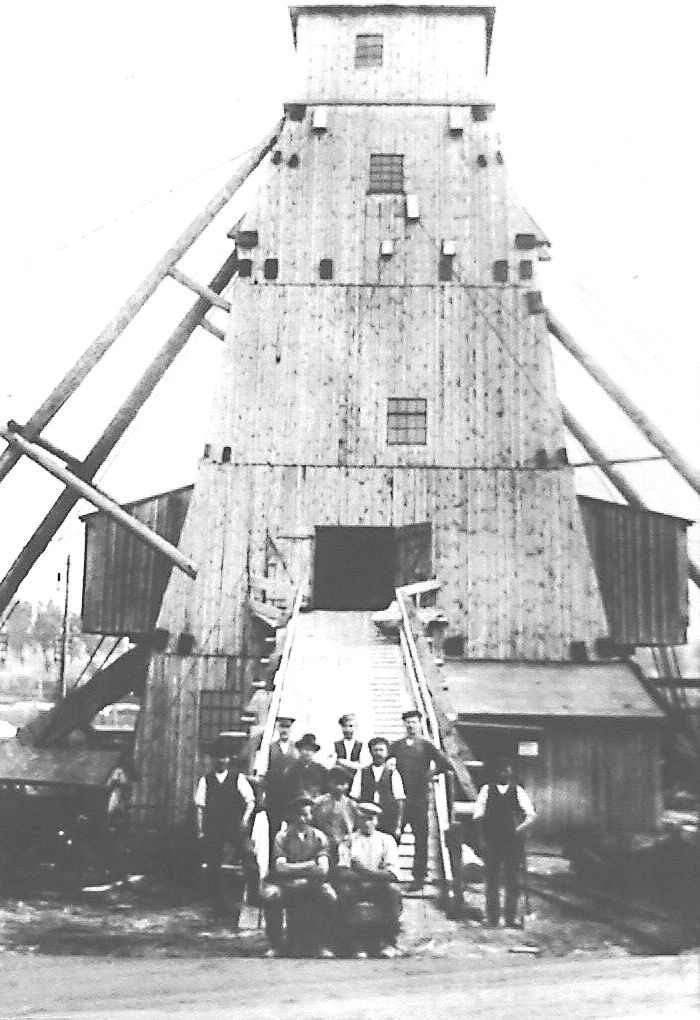
Die Abteufmannschaft posiert vor dem hölzernen Abteufgerüst des Schachtes Krügershall

Angeschlagene Sohlen: 2. Sohle, 660 m Teufe (−549,8 m NN); 3. Sohle, 713 m Teufe (−603,2 m NN).
Bis 1940: 2. Sohle: −549,8 m NN; 3. Fördersohle: −532,1 m NN; 4. Fördersohle: −525,1 m NN; 5. Fördersohle: −516,3 m NN; 6. Fördersohle: −505,6 m NN.
Ab 1940: 1. Sohle: 610 m tief; 2. Sohle: 660 m tief; 3. Sohle: 713 m tief (Die Änderung der Sohlenabstände ist der Neuorientierung des weiteren Grubenfeldaufschlusses infolge des Gebirgsschlages 1940 geschuldet, da das alte Grubenfeld durch die Zerstörungen nicht mehr erreichbar war).
Ab 1972: 1a-Sohle: 628 m tief; 1. Sohle: 658 m tief; 2. Sohle: 688 m tief; 3. Sohle: 713 m tief; 4. Sohle: 747 m tief; 5. Sohle: 787 m tief; 6. Sohle: 817/827 m tief. (Veränderung der Sohlenabstände infolge einer neuen Abbaudimensionierung durch Vorgaben des Instituts für Bergbausicherheit Leipzig).
Das Abteufen begann am 1. September 1905. Die ersten 20 m teufte wurden im Senkschachtverfahren bis Dezember 1905 abgeteuft. Mitte März 1906 stand der Schacht bereits bei Teufe 75 m. Drei Monate später hatte man 162 m Teufe erreicht. In der Folge gelang das weitere Verteufen ohne besondere Probleme. Am 22. März 1907 erreichte man in Teufe 495 m das Steinsalz und am 25. Juni gleichen Jahres das Kalilager. Nach dem Erreichen von 660 m Teufe schlug man hier das Füllort der Hauptförderstrecke und bei 650 m die Wettersohle an.

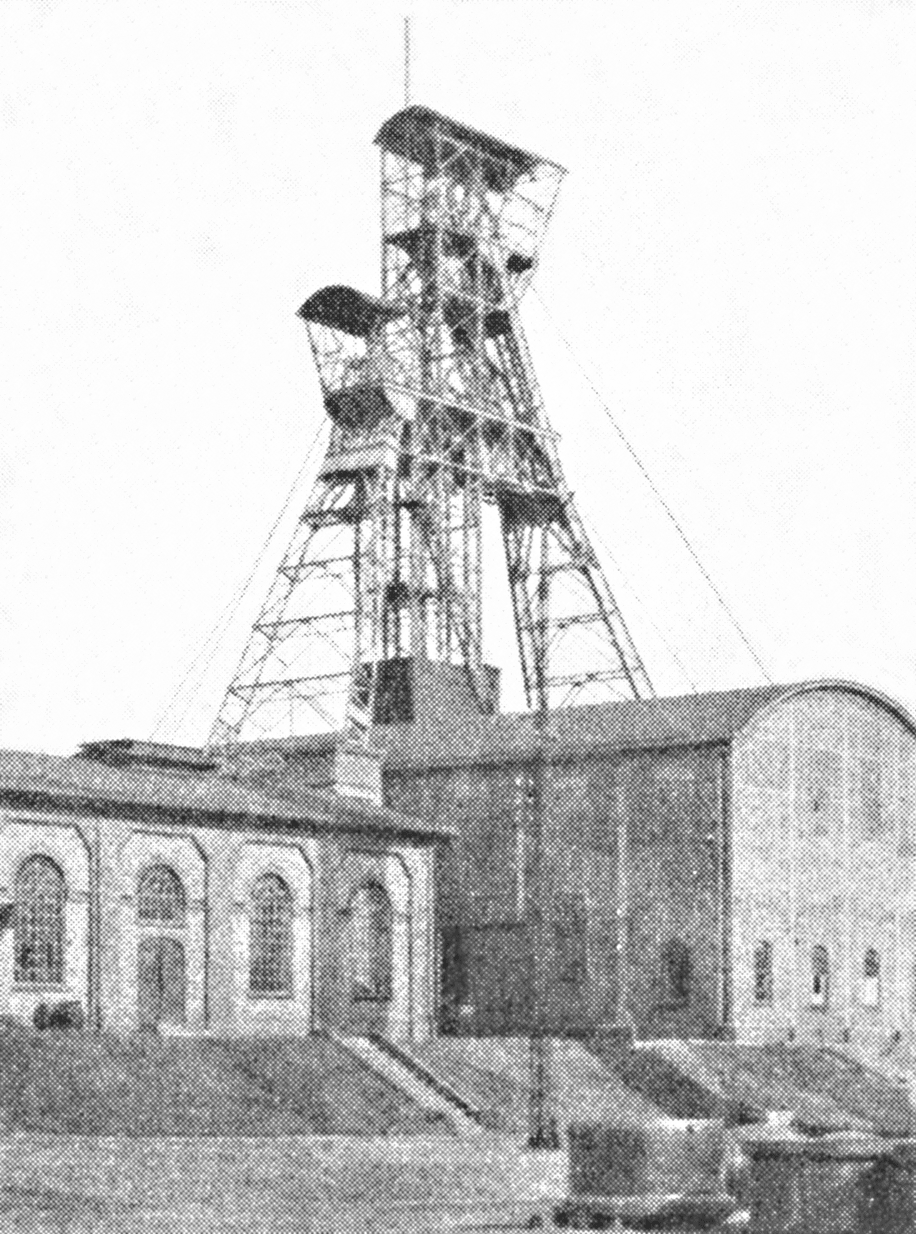
Das erste Fördergerüst nach Fertigstellung des Schachtes Krügershall (Teutschenthal)
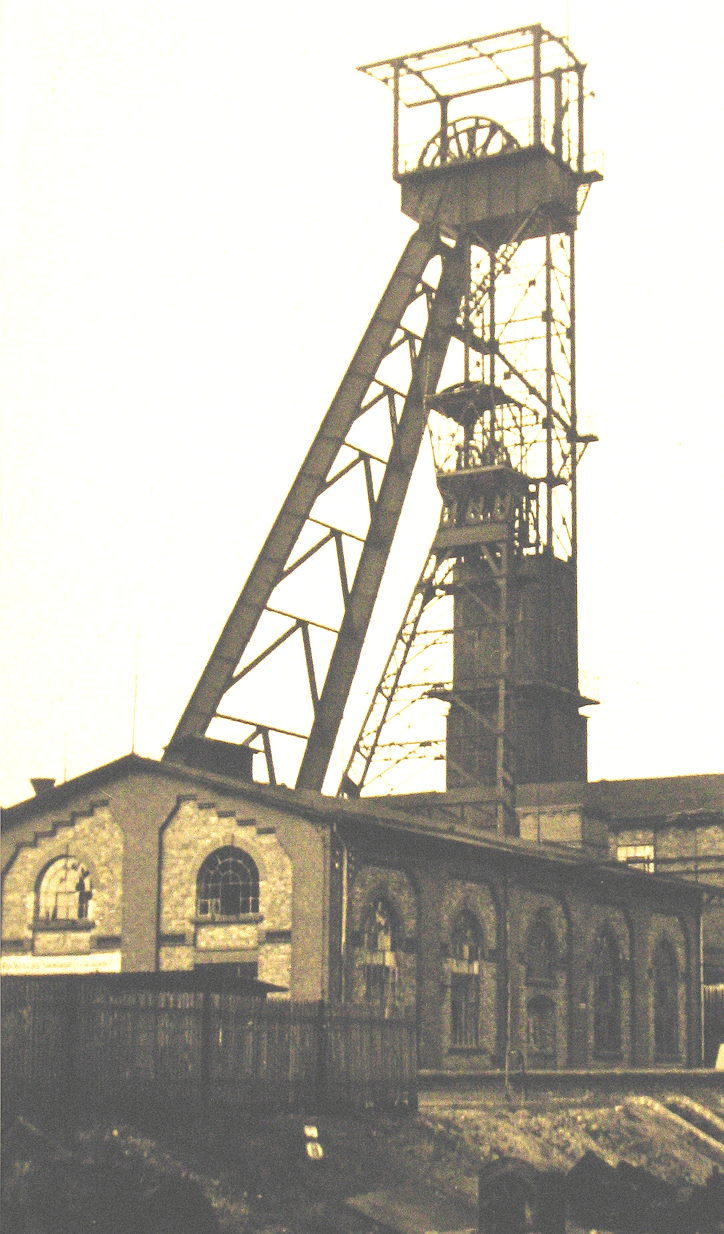
Ansicht des Fördergerüstes des Schachtes Teutschenthal um 1946 (Haupt- und Nebenförderung um 90 Grad versetzt)
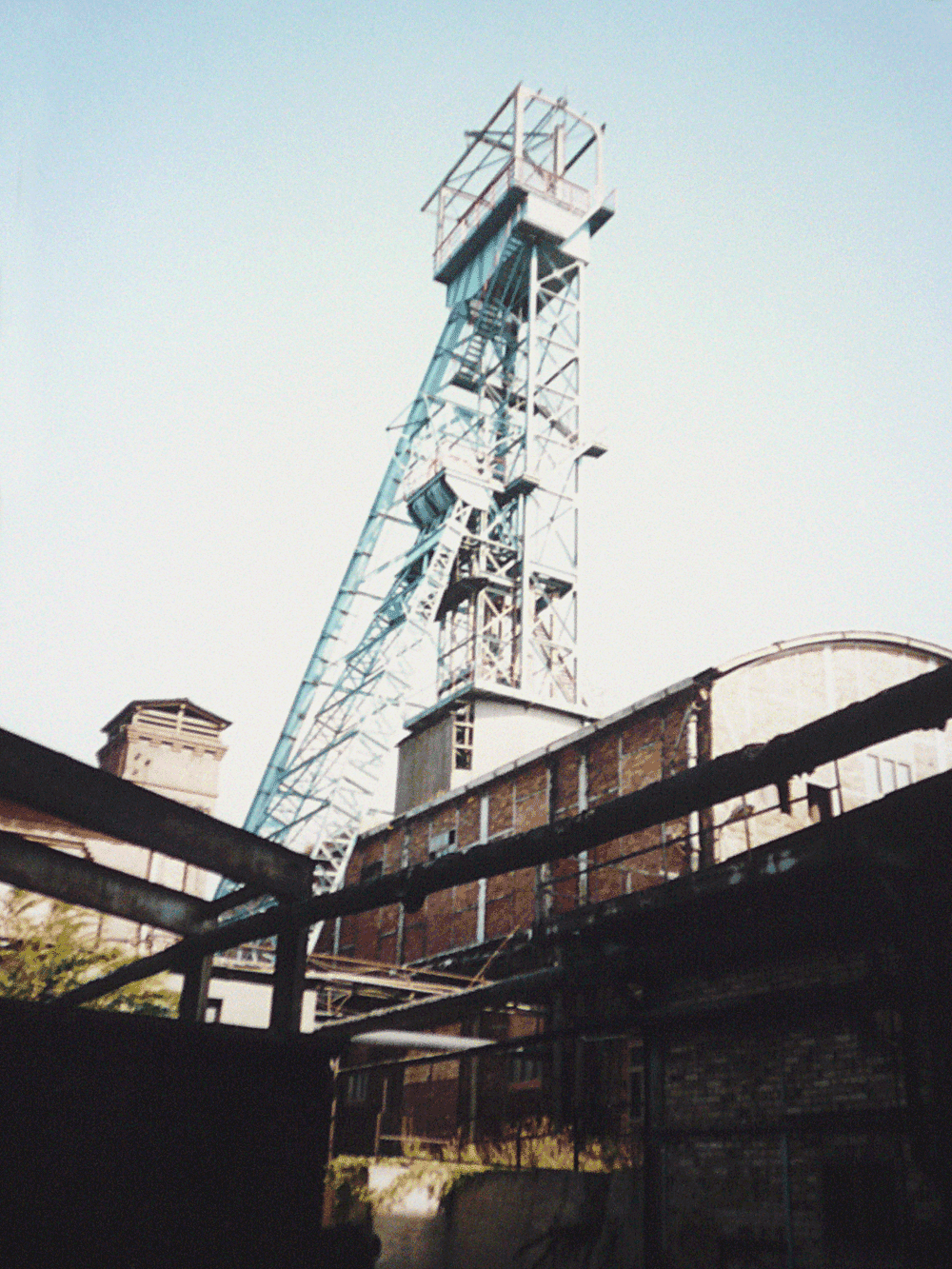
Ansicht des Fördergerüstes des Schachtes Teutschenthal mit seiner Haupt- und Nebenförderung im Jahre 1991
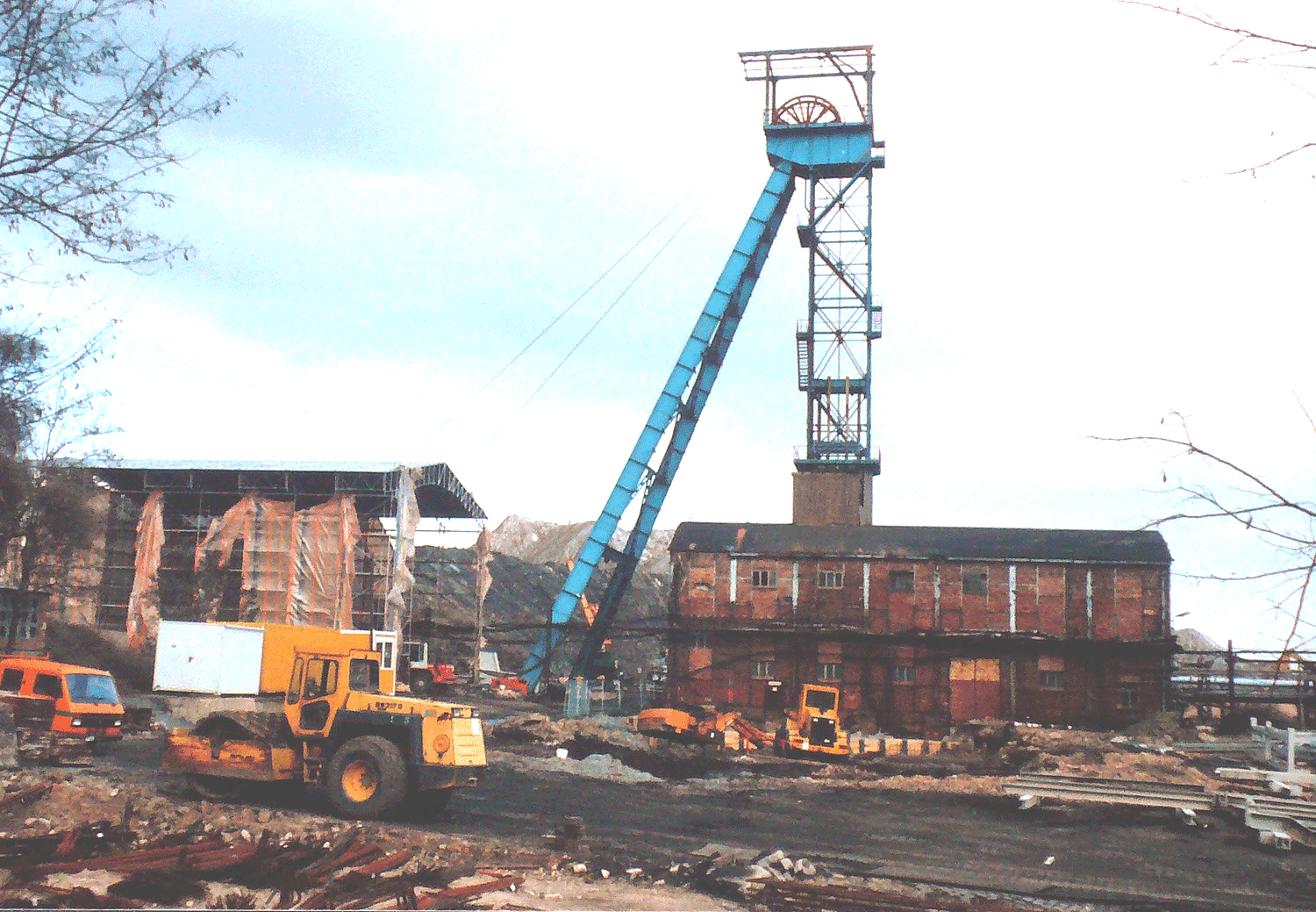
Ansicht des Fördergerüstes des Schachtes Teutschenthal kurz vor der Demontage im Jahr 1994

Die nun folgend installierten zwei völlig voneinander unabhängigen Fördereinrichtungen waren eine elektrische Hauptfördermaschine (System Ilgner) und eine Dampffördermaschine
als Nebenförderung. Erstere hatte eine Schichtleistung von 500–600 t bei einer Fördergeschwindigkeit von 19 m/s. In der gleichen Zeit schaffte die Nebenförderung notfalls 250 t. Der Förderkorb der Hauptförderung fasste zwei hintereinandergestellte Förderwagen zu je 800 kg Rohsalz. Im eigens abgeteilten Wettertrum der Schachtröhre blies ein elektrisch angetriebener Ventilator (System Cappel) eine Luftmenge von 4.000 m3/min.
Im Jahr 1940 wurden zur Steigerung der Rohsalzförderung Fördergerüst und -maschinenhaus sowie die Schachtförderausrüstungen bei laufendem Betrieb weitgehend ausgewechselt. Es wurden die entsprechenden Teile des Schachtes „Hindenburg“ in Reyershausen nach deren Rückbau und Sanierung eingebaut. Gegenüber der alten Anlage wurde das Hauptfördergerüst um 90 Grad gedreht.
Im Jahre 1942 verteufte man den Schacht wegen Auswaschungen am Füllort von der 660-m-Sohle zur 713-m-Sohle. Den Hohlraum verfüllte man mit kieseritischen Fabrikrückständen. 1948 schließlich wurde die Schachtröhre bis 733 m Teufe vertieft (Schachtsumpf).
Schachtausbau: Bis zur Teufe von 5,7 m wurde der Schacht mit 2 1/2-Stein starkem Ziegelmauerwerk ausgekleidet. Danach wurden bis zur Teufe von 192,0 m zehnteilige Deutsche Tübbings (Wandstärken 30 – 60 mm; Wandstärkenzunahme mit der Teufe) eingebaut, um die bis hierhin aufgetretenen Wasserzuflüsse abzuriegeln. Die Tübbings wurden bis zur Teufe von 100 m auf Keilkränzen aufgesetzt und von hier ab untergehängt (siehe linkes Foto). Während des weiteren Verteufens der Schachtsohle mauerte man gleichzeitig mit Hilfe einer schwebenden Bühne den Schacht bis Teufe 276,9 m mit Ziegelmauerwerk aus. Es schließen sich daran bis Teufe 290,9 m wiederum Deutsche Tübbings (Wandstärken 65 – 70 mm) an, gefolgt von Ziegelmauerwerk bis zur Teufe von 662,0 m. Deutsche Tübbings (Wandstärke 30 mm) von 662,0 m bis 672,5 m sowie Ziegelmauerwerk bis zur Endteufe von 733,0 m komplettieren den Ausbau des Schachtes. In Teufen 27,0 m; 50,43 m; 134,50 m und 181,50 m wurden Pikotagen eingebracht.

## Aus- und Vorrichtung, Abbau- und Versatzverfahren

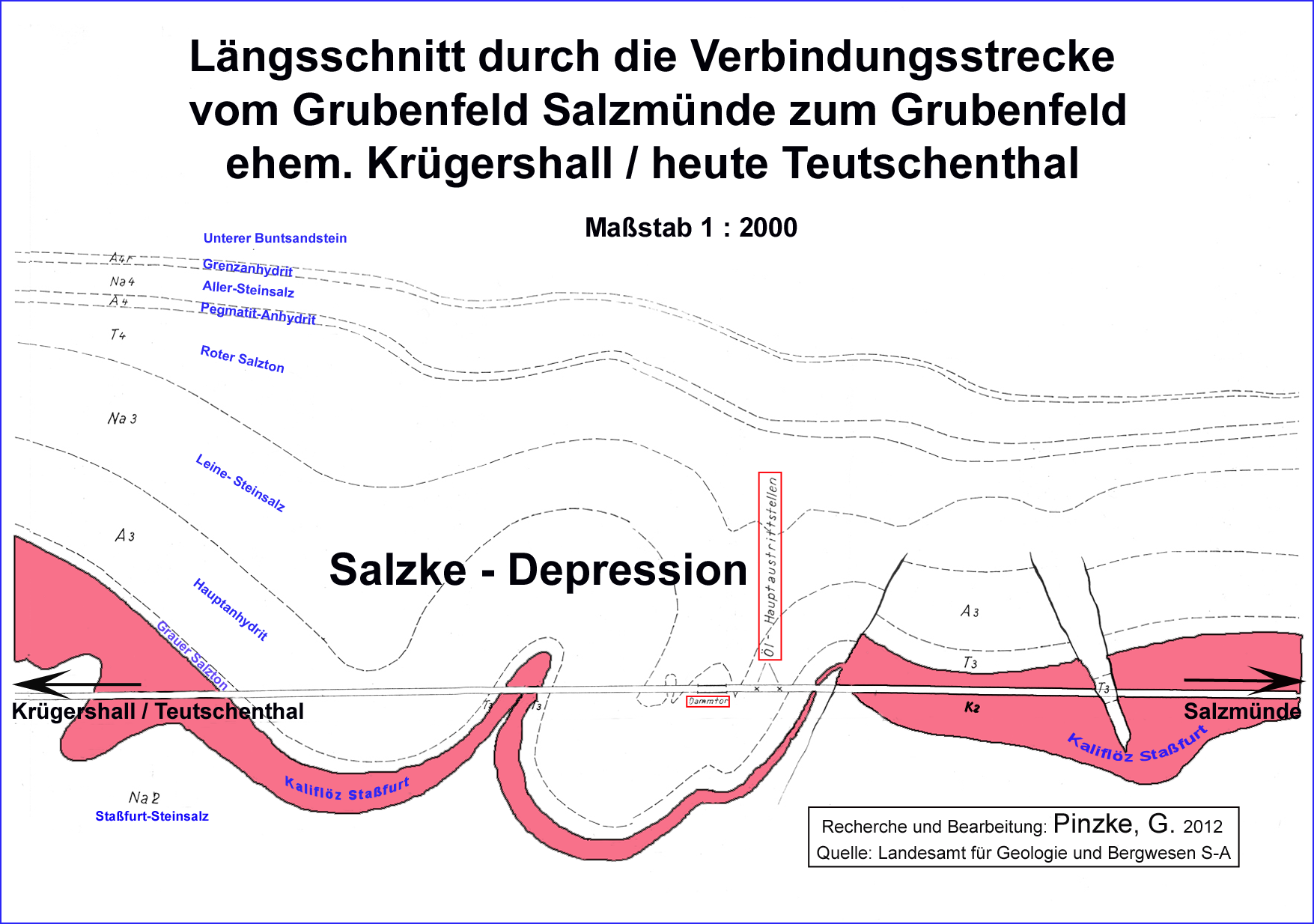
Längsschnitt durch die Verbindungsstrecke vom Grubenfeld Krügershall zum Grubenfeld Salzmünde

Im Krügershaller / Teutschenthaler Grubenfeld wurde nur der Zechsteinzyklus Z2 (Kaliflöz Staßfurt und Staßfurt-Steinsalz) aufgeschlossen.
Im Dezember 1907 begann der Abbau des Kalilagers, den Schweisgut (1925) sehr detailliert beschreibt. Die große Mächtigkeit der Kalilagerstätte erlaubte die Streckenauffahrung ausschließlich im Carnallitit. Das Kalilager erwies sich jedoch nicht in seiner vollen Mächtigkeit als verwendbar. Nach dem Hangenden zu traten Ton- und Tachhydriteinlagerungen auf, die bei der fabrikatorischen Verarbeitung des Rohsalzes infolge der mangelnden Klärfähigkeit der Lösungen erhebliche Fabrikationsschwierigkeiten verursachten. Auch die Steinsalzbänke nach dem Liegenden zu waren zu meiden. Immerhin verblieb eine Lagerstättenmächtigkeit von 15 bis 20 m für den Abbau übrig, der ein wertvolles und kieseritreiches Salz lieferte. Das Streichen der Lagerstätte verlief von SSO nach NNW, das Einfallen demgemäß von WSW nach ONO unter einem Winkel von 6 Grad.
Abgebaut wurde im Örterbau-Verfahren. Die einzelnen Abbaue wurden zunächst streichend, dann querschlägig angelegt; ihre Maße betrugen zu Abbaubeginn 80 m Länge, 15 m Breite und 12 m Höhe und wurden in drei Abschnitten, nämlich im Einbruch, der flachen und letztlich der hohen First hergestellt. Die Stärke der Pfeiler zwischen den Abbauen betrug 10 m. Nach einer längeren Abbauserie wurden Pfeiler von 20 m stehengelassen. Das Versatzmaterial bestand aus Fabrik- und Feuerungsrückständen sowie Restsubstanzen der Salinen-Produktion. Versetzt wurden die Abbaue mit oberbergamtlicher Genehmigung nur bis 2 m unter der Firste.
Zur Steinsalzgewinnung wurde von der 660-m-Sohle aus südlich vom Schacht eine nach Westen einfallende Strecke getrieben und in einer Tiefe von 60 m die Abbausohle angesetzt. Die Steinsalzgewinnung erfolgte seit 1912 nur in den Hangendpartien des Staßfurt-Steinsalzes; ab 1951 unterhalb des Bruchfeldes von 1940. Das Abbauverfahren ähnelte der Carnallititgewinnung, war jedoch versatzlos.
Der Durchschlag mit dem Grubenfeld Salzmünde erfolgte am 15. Mai 1925. Sie mündet auf Krügershall/Teutschenthaler Seite am Fuße eines Wetterflachens und eines Blindschachtes. In die Verbindungsstrecke wurde ein Dammtor eingebaut, dessen Funktionstüchtigkeit jedoch in den Jahren verloren ging.
In den Jahren 1940 bis 1949 erfolgte der Abbau im Carnallitit-Zwischenfeld und Einsatz der Schrapperförderung.
Ab 1950 wurde der Carnallitit-Kammerbau ohne Versatz im neuen Abbaufeld entlang der 713-m-Sohle aufgenommen. Die neuen Abbauparameter basierten auf einem Gutachten der Bergakademie Freiberg. Die Breite der Sicherheitspfeiler betrug jetzt 45 m. Sie sollten beim Rückzug aus dem Grubenfeld durch sekundären Kammerbau erneut zur Rohsalzgewinnung genutzt werden.
Um 1957 dehnte sich das Abbaufeld entlang der 3. Sohle nach Südosten in Richtung des Grubenfeldes Angersdorf aus. Die Abbaufront wurde als Ersatz für das ausgebeutete Nordfeld um die 2. Sohle (660-m-Sohle) verbreitert.
Am 3. August 1963 erfolgte der Durchschlag der 713-m-Sohle mit der Steinsalzsohle (Leine-Steinsalz) in das Grubenfeld der Schachtanlage Halle. Neben dem Schacht Salzmünde diente jetzt Schacht Halle als weiterer Flucht- und Wetterschacht. Mit dem Aufschluss der 1. Sohle (610 m Teufe) für die Rohsalzgewinnung wurde die Abbaufront deutlich verbreitet. Die Rolllöcher I, II und III wurden durch Querschläge von der 713-m-Sohle aus zur 660-m-Sohle hochgebrochen und als neue Rohsalz-Zwischenspeicher angelegt. Das Streckennetz mit Fahrdrahtbetrieb wurde entsprechend verlängert.
Ab 1966 wurde die Technologie der Rohsalzgewinnung und -förderung völlig umgestellt. Die Abbauauffahrung erfolgte mit gleichzeitigem Deckengang durch den Einsatz von Spreng- und Großlochbohrwagen. Zur Abförderung des Rohsalzes dienten jetzt Tiefschaufelfahrlader (Typ ST-8), Großfüllstellen und Bandförderung.
In den Jahren 1971 bis 1973 dehnte sich das „Ostfeld“ in südöstlicher Richtung zum Grubenfeld Angersdorf entlang der Wetterstrecke auf der 713-m-Sohle und den dazu parallel verlaufenden Sohlen 1 und 2 immer weiter aus. Mit der jetzt eingesetzten „Großraumtechnik“ wurde der Rohsalzabschlag in den Abbaukammern 300–400 m weit zu umsetzbaren Kippstellen transportiert, mit Brechern zerkleinert und anschließend mit Gurtbandförderern zur Zentralfüllstelle C gefördert. Von diesem Rohsalzbunker fuhren die E-Lok-angetriebenen Förderwagenzüge das Rohsalz zum Füllort des Schachtes Teutschenthal.
Im Januar 1974 erfolgte der Durchschlag des Wetterflachens mit der Kali-Sohle (745 m Teufe) der Schachtanlage Halle.
Die Einstellung des Carnallititabbaus aus DDR-wirtschaftlichen Erwägungen heraus erfolgte mit der Förderung des letzten Förderwagens Rohsalz am 22. Dezember 1982.
Seit dem Jahre 1907 wurden aus dem Grubenfeld Teutschenthal ca. 38 Mio. t Salz gefördert. An unterirdischen Hohlräumen entstanden insgesamt rd. 14,1 Mio. m3. Davon im Steinsalzbereich 0,7 Mio. m3, im Carnallitit 11,2 Mio. m3 und aus Streckenauffahrungen 2,2 Mio. m3.
Nach Götze (1991) verblieben nach Abzug der natürlichen Grubenhohlraumkonvergenz infolge Liegendhebung sowie Deckgebirgsauflockerung noch etwa 12,1 Mio. m3 offen.

## Aufbereitung
Im Jahre 1906 wurde eine Rohsalzmühle mit einer Leistung von 80 t/h errichtet. Schwierig erwies sich die Erlangung einer Konzession zur Abführung der beim Verarbeitungsprozess des Rohsalzes anfallenden Abwässer. Der bereits im Oktober 1905 eingereichte Antrag, der eine tägliche Verarbeitung von 500 t Rohsalz und die Abführung der Abwässer in die Saale oberhalb der Stadt Halle vorsah, wurde vom Bezirksausschuss in Merseburg abgelehnt. Nach weiteren Anträgen und Einbeziehung des Ministers für Handel und Gewerbe wurde schließlich die Genehmigung am 22. November 1907 in der Form erteilt, dass die Endlaugen in die Saale unterhalb der Stadt Halle einzuleiten seien. Zwischenzeitlich hatte man jedoch alle weiteren Fabrikanlagen und Gebäude errichtet, so dass am 10. Februar 1908 das erste Kalisalz ausgeliefert werden konnte. In dem ersten Betriebsjahr wurde auch eine Bromfabrik mit einer Kapazität von arbeitstäglich 500 kg Brom errichtet. Weitere Anlagen folgten: 1909 Bau einer Sulfat- und Kalium-Magnesiumsulfat-Fabrik; 1911 Bau einer Saline mit zunächst vier, später acht Siedepfannen, bis zu 20.000 t Siedesalz pro Jahr produzieren konnten.
1928: In mittlerweile 10 Siedepfannen werden arbeitstäglich etwa 80 t Siedesalz produziert.
1939: Aus einem stillgelegten Konzernunternehmen wird eine moderne Vakuumsiedesalzanlage nach Teutschenthal umgesetzt und ersetzt die weniger produktiven Siedepfannen.
1966: Nach Fertigstellung einer Soleleitung vom Grubenfeld Angersdorf nach Teutschenthal wird NaCl-Sole aus dem untertägigen Solfeld der Grube Angersdorf nach Teutschenthal als Rohstoff für die Siedesalzproduktion gepumpt.

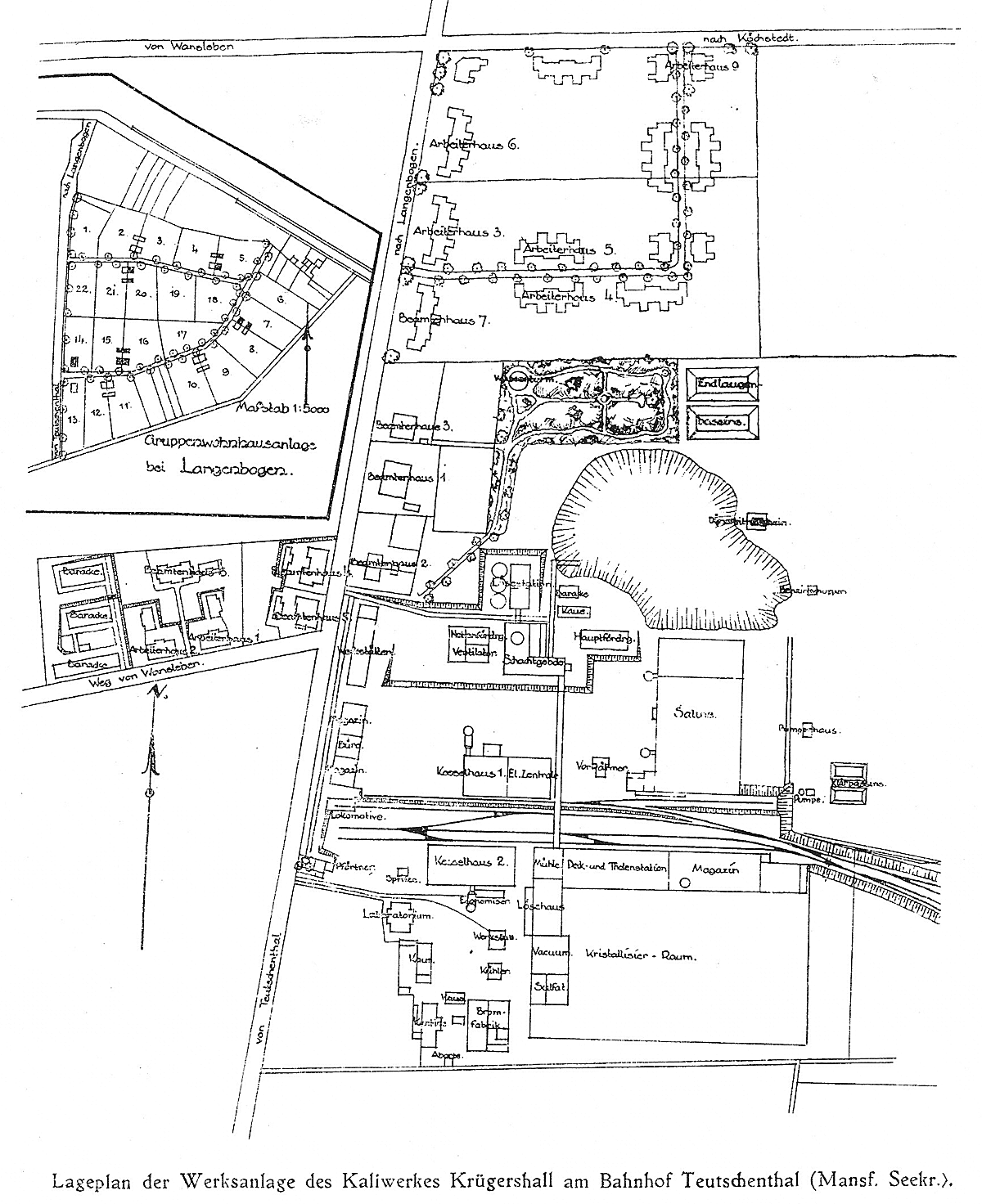
Lage der Tagesanlagen sowie der Arbeiter- und Beamtenwohnhäuser des Kaliwerkes Krügershall um 1925
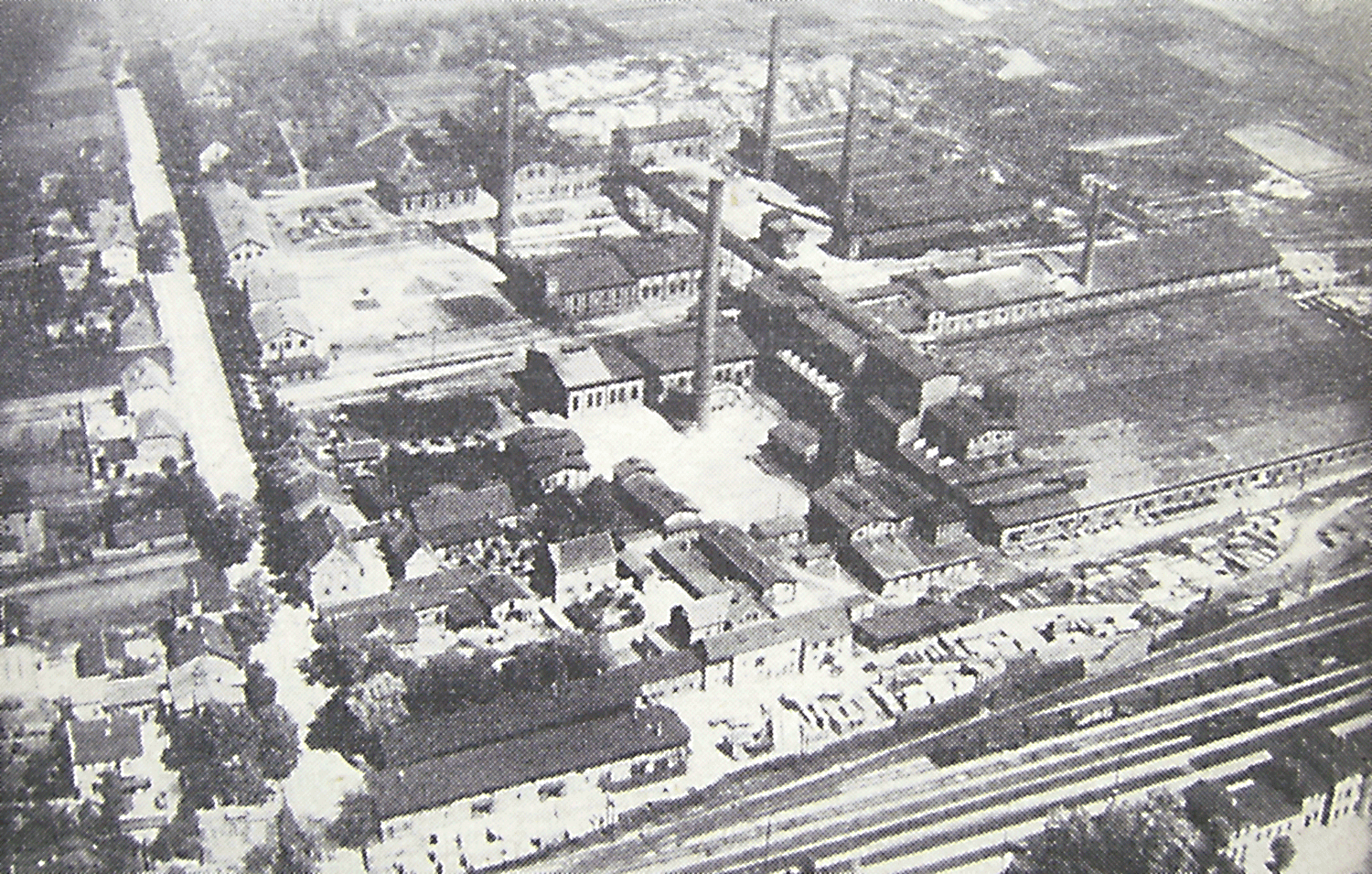
Luftaufnahme des Kaliwerkes Krügershall um das Jahr 1930
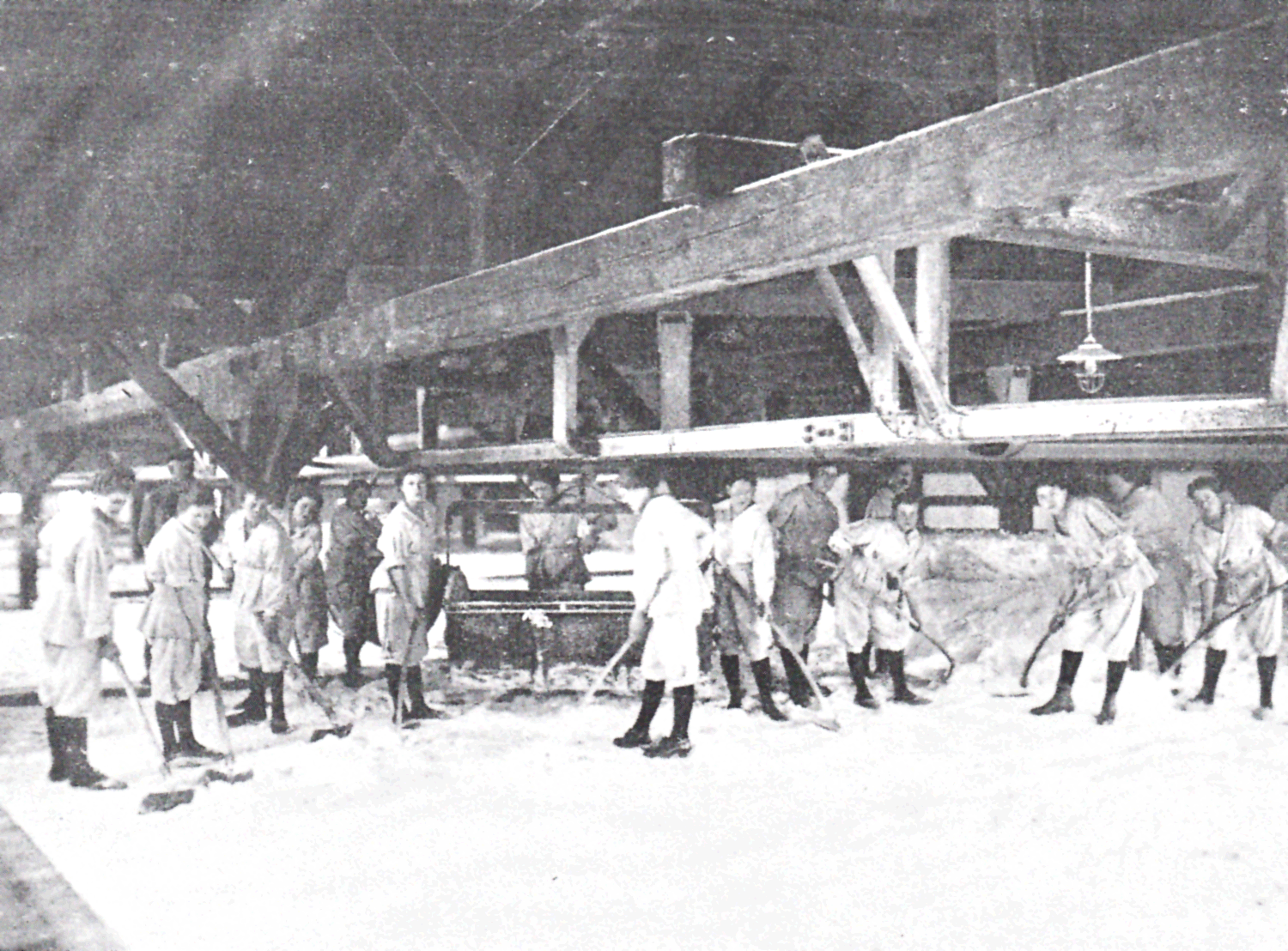
Arbeiterinnen auf den Salzdarren der Kalifabrik Krügershall während des Ersten Weltkrieges
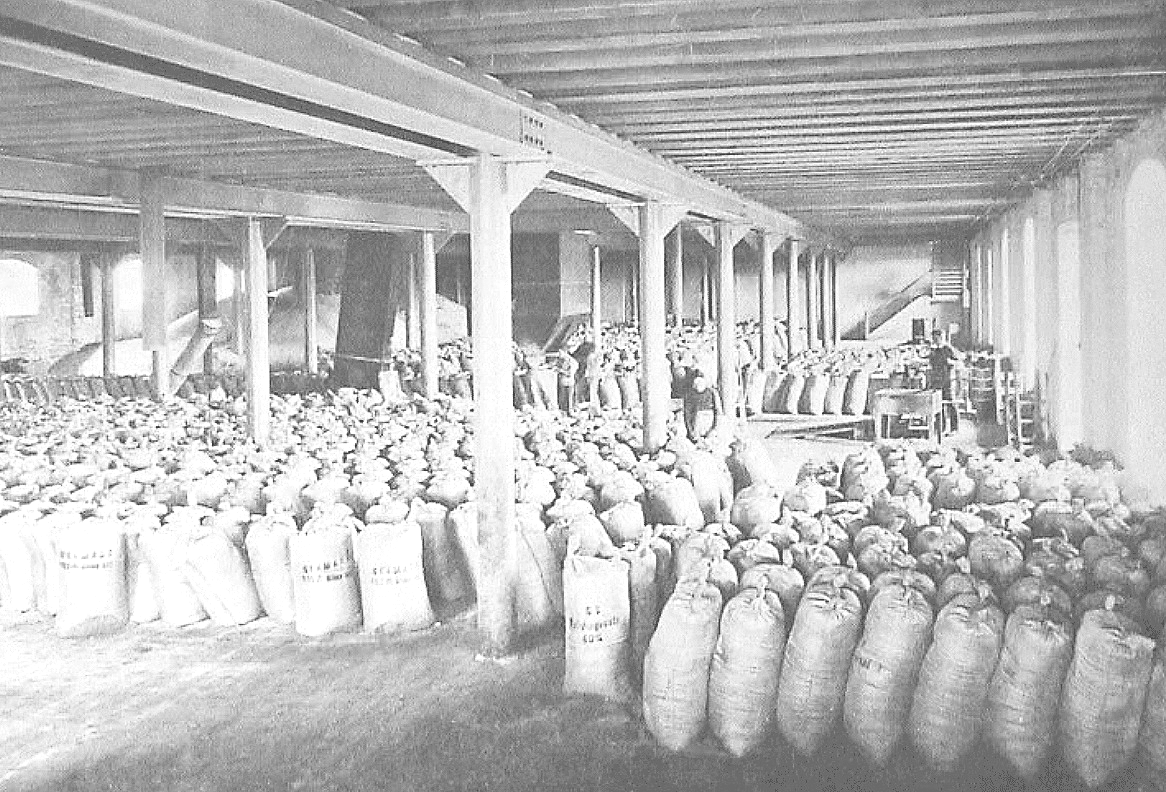
Säcke mit Kalidüngersalz, bereit zur Verladung
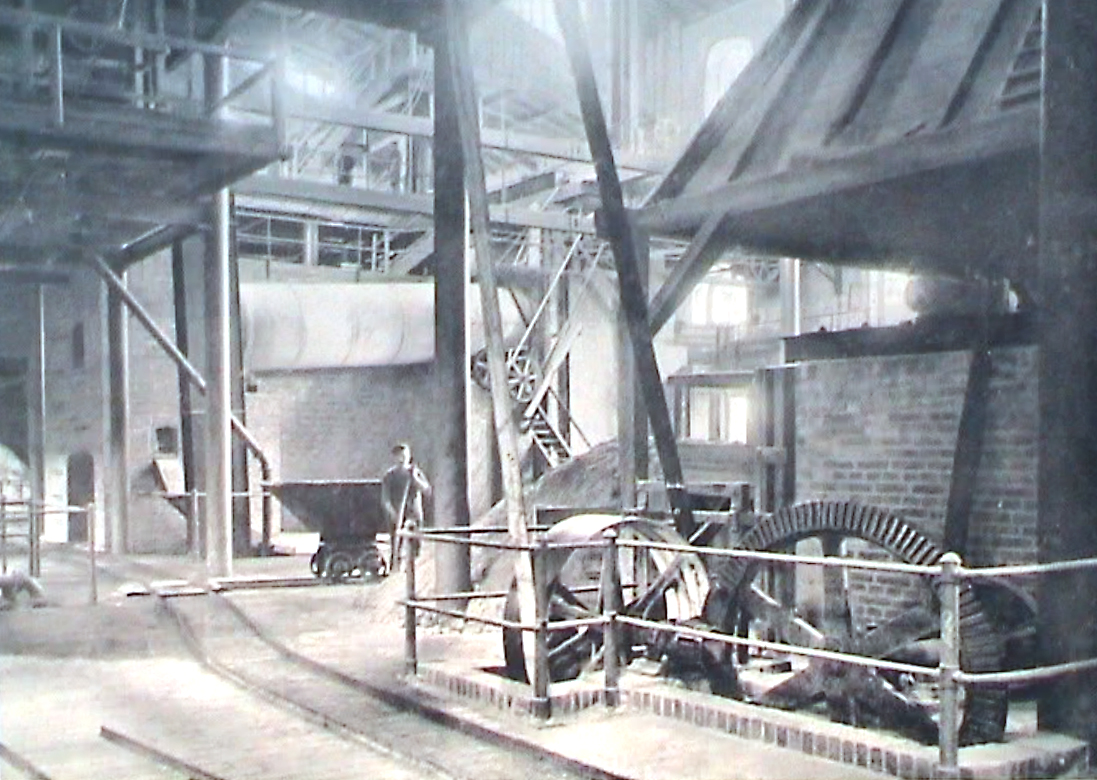
Trockenstation Kalifabrik Krügershall

Ende der 1970er-Jahre wurden die Kalisalze in der Fabrik des sich nun „VEB Kali- und Steinsalzbetrieb „Saale“, Werk Teutschenthal“ nennenden Werkes einer Heißverlösung unterzogen. Es folgten Kühlung, Klärung, Entwässerung und Trocknung. Es wurde ausschließlich Kalidüngersalz K 50 hergestellt. Nebenprodukte waren: MgCl2 fest und flüssig, Brom, Dibromethan sowie Vakuum-Speisesalz.
| (%)       | (%)       | (%)      | (%)  | (%)                             | (%)      | (%)                | (%)                | (‰ MgCl2-Lösung) |
| Carnallit | Steinsalz | Kieserit | Gips | Bischofit bzw. MgCl2-Überschuss | Anhydrit | Unlösliches in H2O | Feuchte/Restwasser | Brom             |
| 49,53     | 32,02     | 12,87    | 0,87 | 1,12                            | 0,80     | 1,41               | 1,37               | 2,08             |

Im April 1983, nachdem auch die letzten Rohsalzbestände in den Fabrikschuppen aufgebraucht sowie die Halbfabrikate verwertet waren, wurden alle Arbeiten in der Kalifabrik eingestellt.

## Besondere Vorkommnisse

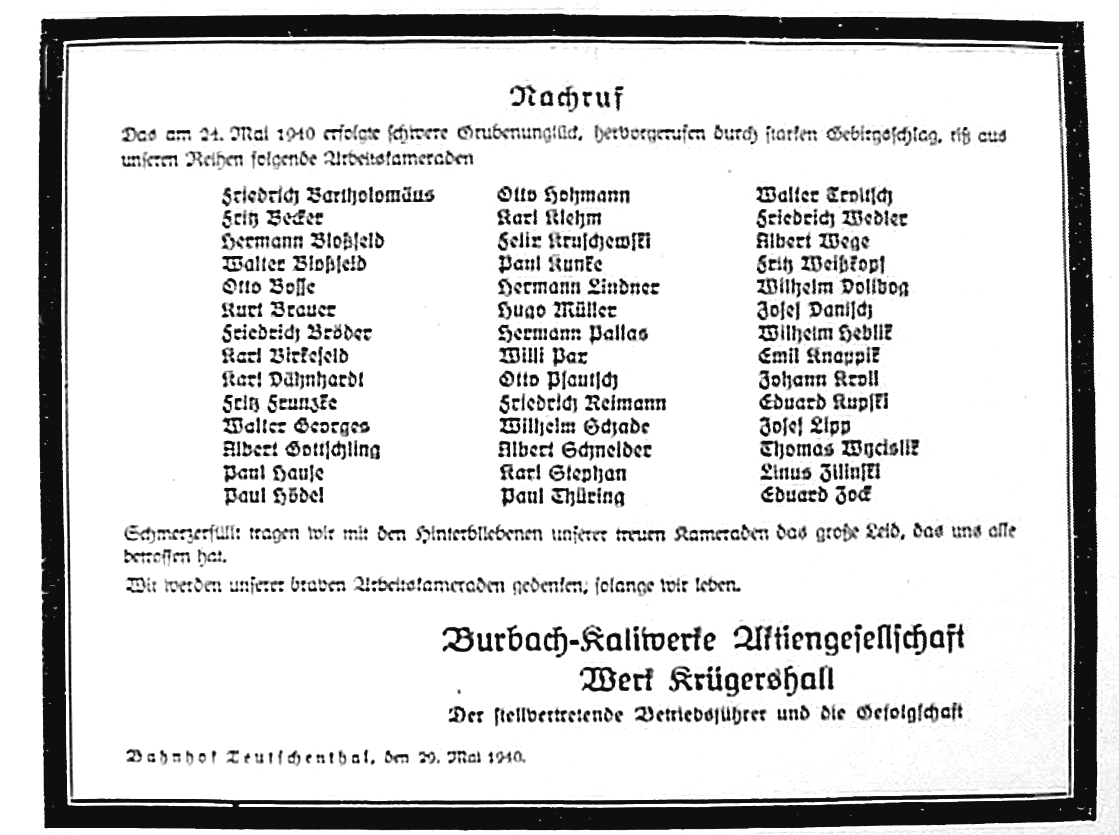
Nachruf der „Burbach Kaliwerke AG“ für die Opfer des Unglücks vom 24. Mai 1940

Am 24. Mai 1940, während der Spätschicht gegen 21:09 Uhr, brach fast das gesamte bisherige Carnallitit-Abbaufeld zusammen (Magnitude von ML=4,3; Bruchfeldgröße 0,6 km2). Dabei ging das Abbaufeld zwischen der 1. und 6. Fördersohle zu Bruch. Ein erster Gebirgsschlag erfolgte um 21.00 oder 21.01 Uhr. Er wurde von 7 Zeugen wahrgenommen, jedoch nicht von den Seismografen in Jena und Eisleben. Der 2. Schlag wurde um 21.05 Uhr als „donnerähnlicher Knall mit langanhaltendem Knattern“ von 5 Zeugen registriert. In den Seismografenstationen in Eisleben, Jena und Collm wurde er als einleitender Schlag von geringer Amplitude erfasst. Aus weiteren seismischen Aufzeichnungen geht hervor, dass dem Hauptschlag innerhalb einer Stunde noch 10 abklingende schwächere Entspannungsschläge folgten. Alle wiesen eine völlig übereinstimmende charakteristische Seismogrammform auf.
Die Ursachen für den Gebirgsschlag waren die – nach heutigen Maßstäben – bereits seit Beginn der Abbautätigkeit unterdimensionierten Abbaupfeiler. Anfangs genügte noch ein regelmäßiges Versatzeinbringen bei hohem Verfüllungsgrad sowie eine ausreichende seitliche Abstützung des Deckgebirges durch die noch geringe Baufeldbreite, um die Standsicherheit zu gewährleisten. Später „[…]wuchs der Zeitabstand zwischen Abbauende und Versatz-einbringen auf über zwei Jahre. Gleichzeitig wurde 1939/1940 ein altes, über 10 Jahre unversetzt gebliebenes Baufeld erreicht und überrollt. Unmittelbar vor dem Mai 1940 war ein Zustand erreicht, wo über eine streichende Länge von 325 m 13 benachbarte Abbaue entweder unversetzt waren oder mit einer 10-jährigen Verspätung nachträglich versetzt wurden“. Auch könnten dem Versatz anhaftende, an Magnesiumchlorid ungesättigte Lösungen zusätzlich zu salinaren Auflösungserscheinungen an der Pfeilerkonfiguration geführt haben. Über dem Grubenfeld senkte sich die Tagesoberfläche um weitere 10 bis stellenweise 20 cm auf nun insgesamt 64 cm (Stand 1978; Senkungsmessungen seit 1907). Bei diesem bislang folgenschwersten Gebirgsschlag im Kalibergbau verloren 42 Bergleute ihr Leben.
Ein ähnlicher, jedoch wesentlich kleiner Zusammenbruch von Teilen des Grubenfeldes ereignete sich bereits am 22. Januar 1916 im Bereich des angrenzenden Grubenfeldes Angersdorf (Magnitude unbekannt, Bruchfeldgröße 0,04 km2).
Diese beiden Ereignisse und nicht zuletzt der Gebirgsschlag vom 11. September 1996 – hier wegen der Begrenzung der Betriebshistorie von 1905 bis 1992 nicht näher betrachtet – führen zu der Schlussfolgerung, dass ein weiteres Einbringen von Versatz in noch offene Grubenbaue der Schachtanlage Teutschenthal zur Vermeidung weiterer negativer Auswirkungen auf die Tagesoberfläche zwingend geboten ist.
Am Morgen des 8. November 2019 kam es gegen 9 Uhr zu einer Verpuffung an einem sogenannten Damm, bei der zwei Personen verletzt wurden. Weitere 36 Bergleute brachten sich kurzzeitig teils in einen Pausenraum, teils in einen neun Kilometer entfernten Schutzraum unterhalb der Ortschaft Angersdorf in Sicherheit, sie konnten bis 11.40 Uhr ausgefahren werden.

## Derzeitiger Zustand

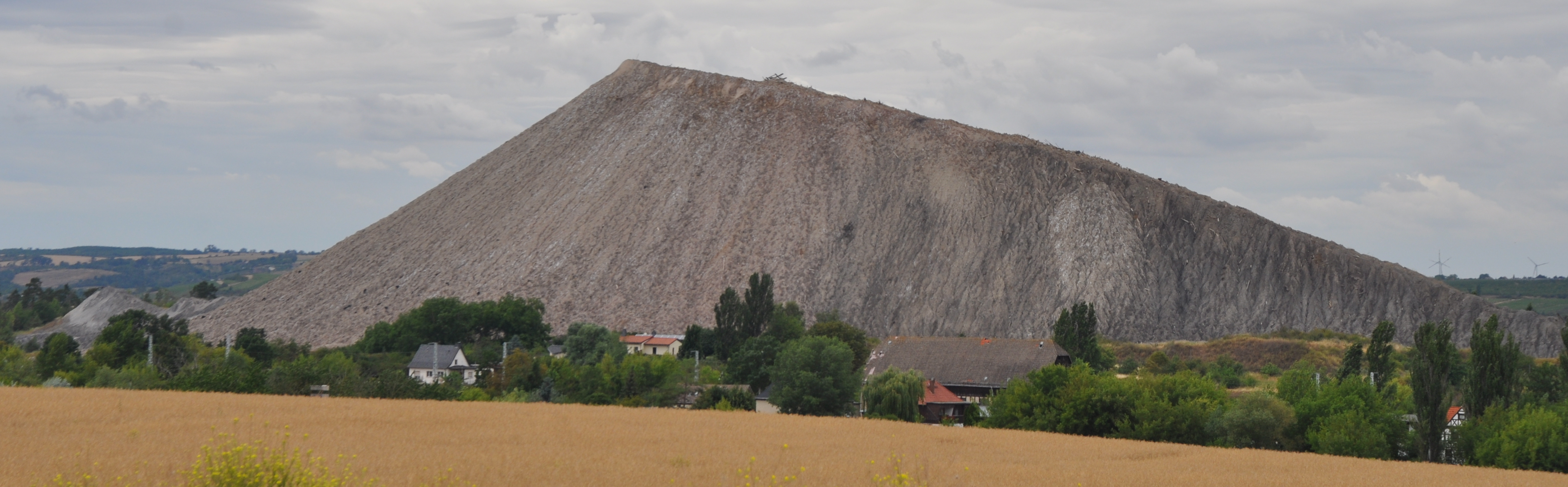
Halde im Norden des Bahnhofs (2025)

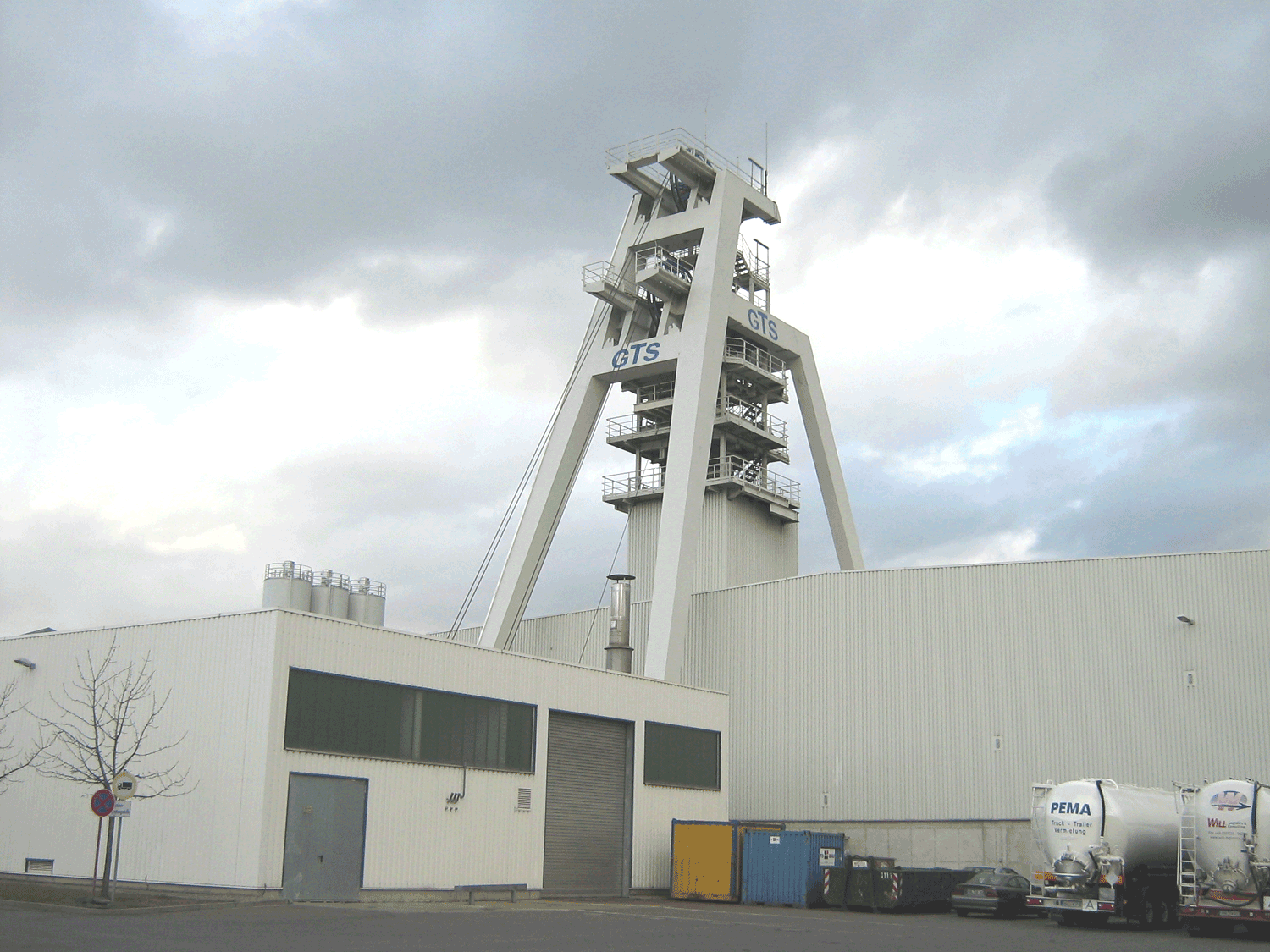
Ansicht der neuen Schachtförderanlage des Versatzbergwerkes GTS Teutschenthal

Die Halden nördlich der Bahnlinie sind weithin sichtbare Landmarken.
Zur Vermeidung weiterer Feldeszusammenbrüche innerhalb des Grubenfeldes Teutschenthal wird ein Großteil der noch leerstehenden Grubenbaue mit verschiedenen bergbaueigenen oder bergbaufremden Versatzbaustoffen – auf rechtlich teils fragwürdige Weise – verfüllt.
Seitens GTS werden als Versatzstoffe Abfälle aus der Rauchgasreinigung von Verbrennungsanlagen (hauptsächlich Stäube), Schlacken und Aschen von Verbrennungsanlagen, kontaminierte Bauabfälle (Boden, Bauschutt etc.), Abfälle aus Behandlungsanlagen (vorgemischte Abfälle, abgereinigte Böden etc.), Produktionsabfälle aus der Industrie in flüssiger, pastöser und fester Form sowie Schlämme aus der Reinigung der Industrieabwässer genannt.
Die technisch-technologischen Details des Versatzeinbringens erläutert das Unternehmen hier. Angestrebt wird ein Verfüllgrad von nahezu 100 %, eine Restkonvergenz von unter 35 %, eine Versatzfestigkeit von mindestens 40 N/mm² sowie ein geringer Anteil an Feuchtigkeit im Versatzstoff von etwa 10 %.
Die erforderlichen Maßnahmen zur bergbaulichen Sicherung und Verwahrung des Grubenfeldes werden neben der Bergaufsicht (LAGB S-A) auch von der Landesanstalt für Altlastenfreistellung Sachsen-Anhalt begleitet.